# Solubilità
La solubilità (o miscibilità) è la capacità di una sostanza di sciogliersi in un'altra detta solvente. In chimica, la solubilità di un soluto in un solvente, a determinate condizioni di temperatura e pressione, è la massima quantità di un soluto che in tali condizioni si scioglie in una data quantità di solvente, formando in tal modo un'unica fase con esso. La solubilità di un certo soluto in un certo solvente dipende, oltre che dalle caratteristiche delle due sostanze, dalla temperatura e dalla pressione.

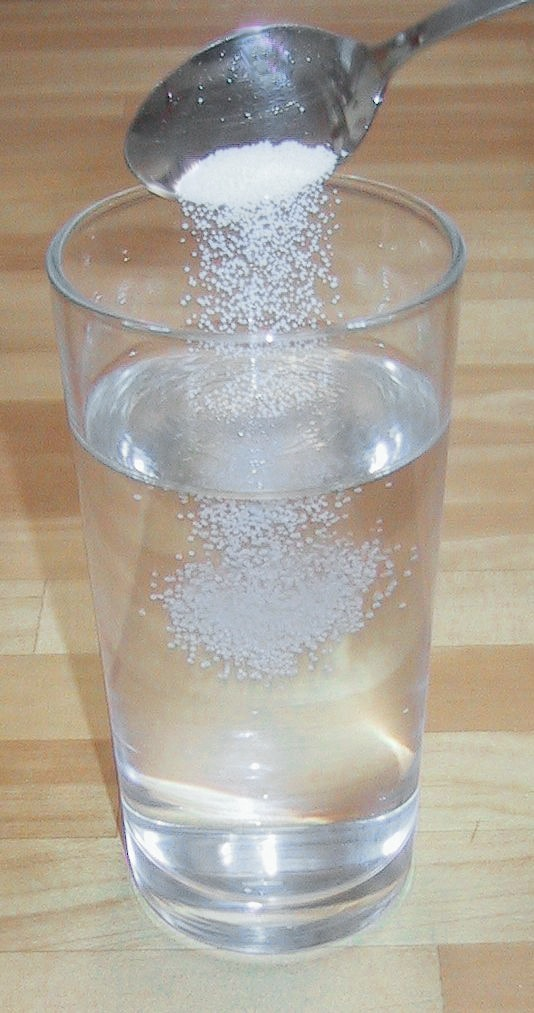
Soluzione del cloruro di sodio (sale da cucina) in un bicchiere d'acqua.

## Descrizione generale
La solubilità in genere viene espressa come grammi di soluto disciolti in 100 grammi di solvente a una data temperatura.
La solubilità {\displaystyle \alpha } si esprime come:
{\displaystyle \alpha ={\frac {c}{c_{s}}}=1+{\frac {\Delta c}{c_{s}}}=1+s}
in cui {\displaystyle c} e {\displaystyle c_{s}} sono le concentrazioni attuale e a saturazione, e {\displaystyle s} è la frazione di sovrassaturazione.
Una soluzione si dice "satura" quando ha raggiunto la massima concentrazione di soluto che può contenere alle condizioni di equilibrio. Aggiungendo ulteriore soluto ad una soluzione satura, tale soluzione diventerà "sovrassatura", ma tale condizione non è di equilibrio, per cui l'eccesso di soluto tenderà a separarsi dalla soluzione costituendo una fase separata, in modo da riportare la soluzione alle condizioni di saturazione.

## Regole di solubilità di alcuni soluti solidi
Le regole di solubilità ci permettono di sapere quali composti sono solubili in acqua e le loro eccezioni (casi in cui non si sciolgono).
Le regole di solubilità sono utili per determinare quale prodotto di una reazione di doppio scambio (a cui è associato un fenomeno di precipitazione), con i reagenti in soluzione acquosa, non è solubile in acqua e quindi formerà un precipitato solido dentro la soluzione stessa.
Sono solubili in acqua:
- la maggior parte dei sali di litio è solubile (il carbonato di litio è poco solubile), così anche quelli di sodio, potassio e ammonio;
- i cloruri, i bromuri e gli ioduri (tranne , AgCl, AgBr, AgI, Hg2Cl2, Hg2Br2, Hg2I2, e PbCl2);
- gli acetati (tranne l'acetato d'argento);
- tutti i nitrati;
- i sali di bario (tranne BaSO4 e BaCO3);
- tutti gli idrossidi (tranne quelli di calcio, magnesio, berillio e dei metalli di transizione);
- i solfuri dei metalli alcalini, dei metalli alcalino terrosi e dell'ammonio;
- i fosfati, i cromati e i carbonati dei metalli alcalini e dello ione ammonio;
- i solfati, tranne quelli di bario, mercurio, piombo (molto poco solubili), calcio e argento (un poco più solubili dei precedenti).

## Regole di solubilità degli alcoli
La solubilità degli alcoli in acqua (o altri solventi polari) varia in base alla lunghezza della catena di atomi di carbonio presenti. Ad esempio il metanolo (che contiene un solo atomo di carbonio) è molto solubile in acqua, mentre l'alcool propilico (che contiene tre atomi di carbonio) è meno solubile. La solubilità degli alcoli che contengono più di 6 atomi di carbonio è pressoché nulla, in quanto il legame idrogeno che si forma tra l'ossidrile (OH) dell'alcol e i dipoli dell'acqua diventa sempre meno influente in presenza di lunghe catene di atomi di carbonio (che costituiscono la parte apolare della molecola).

## Influenza della temperatura

Curva di saturazione al variare della temperatura: solubilità diretta e inversa.

Le curve di saturazione esprimono il valore della concentrazione del soluto in condizioni di saturazione al variare di un parametro, come la temperatura o la pressione. Se la solubilità cresce con la temperatura il sistema solvente-soluto è detto a solubilità diretta, mentre se al crescere della temperatura la solubilità diminuisce, il sistema è detto a solubilità inversa.
Le tabelle seguenti esemplificano l'andamento diretto e inverso della solubilità:
| Solubilità del cloruro di sodio in acqua (grammi di soluto in 100 grammi di acqua) | Solubilità del cloruro di sodio in acqua (grammi di soluto in 100 grammi di acqua) | Solubilità del cloruro di sodio in acqua (grammi di soluto in 100 grammi di acqua) | Solubilità del cloruro di sodio in acqua (grammi di soluto in 100 grammi di acqua) | Solubilità del cloruro di sodio in acqua (grammi di soluto in 100 grammi di acqua) | Solubilità del cloruro di sodio in acqua (grammi di soluto in 100 grammi di acqua) | Solubilità del cloruro di sodio in acqua (grammi di soluto in 100 grammi di acqua) | Solubilità del cloruro di sodio in acqua (grammi di soluto in 100 grammi di acqua) | Solubilità del cloruro di sodio in acqua (grammi di soluto in 100 grammi di acqua) | Solubilità del cloruro di sodio in acqua (grammi di soluto in 100 grammi di acqua) | Solubilità del cloruro di sodio in acqua (grammi di soluto in 100 grammi di acqua) | Solubilità del cloruro di sodio in acqua (grammi di soluto in 100 grammi di acqua) |
| ---------------------------------------------------------------------------------- | ---------------------------------------------------------------------------------- | ---------------------------------------------------------------------------------- | ---------------------------------------------------------------------------------- | ---------------------------------------------------------------------------------- | ---------------------------------------------------------------------------------- | ---------------------------------------------------------------------------------- | ---------------------------------------------------------------------------------- | ---------------------------------------------------------------------------------- | ---------------------------------------------------------------------------------- | ---------------------------------------------------------------------------------- | ---------------------------------------------------------------------------------- |
| Temperatura (°C)                                                                   | 0                                                                                  | 10                                                                                 | 20                                                                                 | 30                                                                                 | 40                                                                                 | 50                                                                                 | 60                                                                                 | 70                                                                                 | 80                                                                                 | 90                                                                                 | 100                                                                                |
| Solubilità                                                                         | 35,7                                                                               | 35,8                                                                               | 36,0                                                                               | 36,3                                                                               | 36,6                                                                               | 37,0                                                                               | 37,3                                                                               | 37,8                                                                               | 38,4                                                                               | 39,0                                                                               | 39,8                                                                               |

| Temperatura (°C) | 0     | 10    | 20    | 30   | 40   | 50  |
| Solubilità       | 22,83 | 16,21 | 11,29 | 7,81 | 5,41 | 4,5 |

Si deduce che il cloruro di sodio (solido) in acqua ha solubilità diretta, mentre il diossido di zolfo (gas) ha solubilità inversa. In generale in effetti le sostanze solide hanno solubilità diretta, mentre quelle gassose hanno solubilità inversa. Esistono però delle eccezioni: ad esempio il carbonato di litio (solido) in acqua ha solubilità inversa.

## Influenza della pressione
In generale l'aumento di pressione provoca un aumento della solubilità, anche se si tratta di un fenomeno apprezzabile solamente nei gas. Fa parte dell'esperienza quotidiana l'influenza della pressione sulla solubilità dell'anidride carbonica nelle bevande gassate: fino a quando la bottiglia è sigillata la maggior pressione interna permette all'anidride di rimanere in soluzione, quando la bottiglia viene aperta la diminuzione di pressione comporta la rapida gassificazione dell'anidride disciolta con la conseguente formazione delle bollicine. La solubilità dei gas in acqua è ben descritta dalla legge di Henry. Si deve considerare però che soluzioni acquose di CO2, SO2 ed NH3, per quanto siano spesso indicate, non sono degli esempi ottimali in quanto si tratta di sistemi chimicamente reagenti, che quindi presentano degli andamenti anomali della solubilità.

## Solubilità nello stato solido
La solubilità in fase solida è fondamentale per capire il comportamento di alcune leghe. Alcuni materiali metallici (per esempio Au e Cu o, entro certi limiti, Fe e Cr) quando solidificano formano una sola fase, in cui un elemento è indistinguibile dall'altro. In questo caso si dice che i due metalli formano una soluzione solida. La solubilità degli elementi nella matrice cristallina dell'elemento base può essere totale (vedi i casi indicati sopra), in generale in questo caso si ha una lega di sostituzione, cioè gli atomi di un materiale sostituiscono quelli dell'altro nel reticolo cristallino, ne consegue che, per avere questo tipo di lega, i due materiali devono avere lo stesso reticolo cristallino.
In altri casi la solubilità non è totale, ma solo parziale: quando la percentuale del materiale soluto nella matrice del materiale solvente (per soluto si intende il materiale in percentuale atomica più bassa e solvente quello con percentuale atomica più alta) supera un certo valore, si forma una fase diversa formata solo dal soluto. Il caso più noto è quello del C nel Fe (vedi diagramma ferro-carbonio), in cui il C è solubile nel Fe per un massimo di circa il 2% a 1150 °C, mentre a temperatura ambiente è praticamente insolubile. In genere questa solubilità forma leghe interstiziali, in cui gli atomi del soluto (che devono avere un raggio atomico molto più basso di quello del solvente) occupano gli spazi lasciati liberi dentro il reticolo dagli atomi di dimensioni maggiori. Naturalmente la presenza di corpi estranei modifica sensibilmente i parametri reticolari.